# Віннічка
Віннічка (пол. Winniczka) — село в Польщі, у гміні Вінниця Пултуського повіту Мазовецького воєводства.
Населення — 108 осіб (2011).
У 1975-1998 роках село належало до Цехановського воєводства.

## Демографія
Демографічна структура станом на 31 березня 2011 року:
|          | Загалом | Допрацездатний вік | Працездатний вік | Постпрацездатний вік |
| -------- | ------- | ------------------ | ---------------- | -------------------- |
| Чоловіки | 55      | 15                 | 32               | 8                    |
| Жінки    | 53      | 14                 | 26               | 13                   |
| Разом    | 108     | 29                 | 58               | 21                   |